# 前299年
| 千纪： | 前1千纪 |
| 世纪： | 前4世纪 \| 前3世纪 \| 前2世纪 |
| 年代： | 前320年代 \| 前310年代 \| 前300年代 \| 前290年代 \| 前280年代 \| 前270年代 \| 前260年代                                                                           |
| 年份： | 前304年 \| 前303年 \| 前302年 \| 前301年 \| 前300年 \| 前299年 \| 前298年 \| 前297年 \| 前296年 \| 前295年 \| 前294年                                             |
| 纪年： | 周赧王十六年 魯後文公四年 齊湣王二年 趙武靈王二十七年 魏襄王二十年 韓襄王十三年 秦昭襄王八年 楚懷王三十年 宋康王三十年 衛嗣君三十六年 燕昭王十五年 中山王𧊒十一年 |

## 大事記
- 趙武靈王傳位給太子趙何，為趙惠文王，武靈王自稱主父。
- 趙武靈王主父欲使子治國，身胡服，將士大夫西北略胡地。將自雲中、九原南襲咸陽，於是詐自為使者，入秦，欲以觀秦地形及秦昭襄王之為人。秦王不知，已而怪其狀甚偉，非人臣之度，使人逐之，主父行已脫關矣。審問之，乃主父也。秦人大驚。
- 齊湣王與魏襄王會於韓。
- 秦攻楚，取8城。秦昭襄王作書予楚懷王約其為盟於武關，昭睢及屈原勸懷王勿往，而懷王卒聽子蘭與靳尚之言而入秦。秦王使一將軍詐為王，拘懷王於咸陽。楚人從齊迎還太子橫繼位，為楚頃襄王。
- 齊孟嘗君田文入秦為相。